# BAO 3
BAO 3 är ett studioalbum av Benny Anderssons orkester, släppt 24 oktober 2007. Solister är Helen Sjöholm och Tommy Körberg. För albumet fick de även en Grammis i kategorin "Årets schlager-dansband". 

## Låtlista
| Nr | Låt                           | Musik           | Text          | Längd |
| -- | ----------------------------- | --------------- | ------------- | ----- |
| 1  | Marsch pannkaka               | Benny Andersson | -             | 3:39  |
| 2  | För dig3                      | Benny Andersson | Björn Ulvaeus | 3:49  |
| 3  | Du frälste mig i sista stund1 | Benny Andersson | Björn Ulvaeus | 3:56  |
| 4  | Fait accompli2                | Benny Andersson | Björn Ulvaeus | 4:00  |
| 5  | Crush on You3                 | Benny Andersson | Björn Ulvaeus | 3:38  |
| 6  | Calle J:s vals                | Benny Andersson | -             | 2:53  |
| 7  | Helens brudvals               | Benny Andersson | -             | 3:13  |
| 8  | Upp till dig1                 | Benny Andersson | Björn Ulvaeus | 4:03  |
| 9  | Bonde söker fru2              | Benny Andersson | Björn Ulvaeus | 3:04  |
| 10 | Nu mår jag mycket bättre3     | Benny Andersson | Kristina Lugn | 5:00  |
| 11 | Wienerbrot                    | Benny Andersson | -             | 3:36  |
| 12 | Godnattvisa                   | Benny Andersson | -             | 3:48  |

- 1 Sång framförd av Helen Sjöholm
- 2 Sång framförd av Tommy Körberg
- 3 Sång framförd av Tommy Körberg och Helen Sjöholm

## Listplaceringar
| Lista (2007-2008) | Topplacering |
| ----------------- | ------------ |
| Sverige           | 3            |

### Fotnoter
1. ↑  ”Grammis”. Arkiverad från originalet den 17 mars 2012. https://web.archive.org/web/20120317055524/http://www.ifpi.se/wp/wp-content/uploads/100428-lc-vinnare-genom-%C3%A5ren.pdf. Läst 1 maj 2011.
2. ↑  Listplacering